# Srđan Kuzmić
Srđan Kuzmić (16 gennaio 2004) è un calciatore sloveno, difensore del Viborg e della nazionale slovena.

## Caratteristiche tecniche
È un terzino destro.

## Carriera

### Club
Kuzmić è cresciuto nel settore giovanile dell'Ilirija ed ha debuttato in prima squadra nel corso della stagione 2020-2021 di terza divisione. L'anno successivo, con la promozione del club in 2.SNL, ha iniziato a giocare con regolarità da titolare. Il 27 maggio 2022 è stato acquistato a titolo definitivo dal NŠ Mura, club di prima divisione slovena.
Il 22 luglio 2023 ha firmato un quadriennale con i danesi del Viborg}. Ha debuttato il 24 luglio nell'incontro di Superligaen perso 4-1 contro il Nordsjælland ed il 1º ottobre seguente ha segnato il suo primo gol in carriera decidendo la sfida di campionato vinta 2-1 contro l'Aarhus.

### Nazionale
Ha giocato nelle nazionali giovanili slovene Under-15, Under-16, Under-17, Under-18, Under-19 ed Under-21.
Il 4 gennaio 2024 ha ricevuto la prima convocazione con la nazionale slovena per un'amichevole contro gli Stati Uniti, dove è sceso in campo dal primo minuto.

## Statistiche

### Presenze e reti nei club
Statistiche aggiornate al 19 agosto 2024.
| Stagione        | Squadra         | Campionato      | Campionato | Campionato | Coppe nazionali | Coppe nazionali | Coppe nazionali | Coppe continentali | Coppe continentali | Coppe continentali | Altre coppe | Altre coppe | Altre coppe | Totale | Totale | Totale |
| Stagione        | Squadra         | Comp            | Pres       | Reti       | Comp            | Pres            | Reti            | Comp               | Pres               | Reti               | Comp        | Pres        | Reti        | Pres   | Reti   |        |
| --------------- | --------------- | --------------- | ---------- | ---------- | --------------- | --------------- | --------------- | ------------------ | ------------------ | ------------------ | ----------- | ----------- | ----------- | ------ | ------ | ------ |
| 2020-2021       | Ilirija         | 3.SNL           | 6          | 0          | CS              | 0               | 0               |                    | -                  | -                  |             | -           | -           | 6      | 0      |        |
| 2021-2022       | Ilirija         | 2.SNL           | 18         | 0          | CS              | 1               | 0               |                    | -                  | -                  |             | -           | -           | 19     | 0      |        |
| 2022-2023       | NŠ Mura         | 1.SNL           | 25         | 0          | CS              | 2               | 0               | UCL                | 0                  | 0                  |             | -           | -           | 27     | 0      |        |
| 2023-2024       | Viborg          | SL              | 21         | 1          | CD              | 2               | 0               |                    | -                  | -                  |             | -           | -           | 23     | 1      |        |
| 2024-2025       | Viborg          | SL              | 4          | 0          | CD              | 0               | 0               |                    | -                  | -                  |             | -           | -           | 4      | 0      |        |
| Totale carriera | Totale carriera | Totale carriera | 74         | 1          |                 | 5               | 0               |                    | 0                  | 0                  |             | -           | -           | 79     | 1      |        |

### Cronologia presenze e reti in nazionale
| Cronologia completa delle presenze e delle reti in nazionale ― Slovenia | Cronologia completa delle presenze e delle reti in nazionale ― Slovenia | Cronologia completa delle presenze e delle reti in nazionale ― Slovenia | Cronologia completa delle presenze e delle reti in nazionale ― Slovenia | Cronologia completa delle presenze e delle reti in nazionale ― Slovenia | Cronologia completa delle presenze e delle reti in nazionale ― Slovenia | Cronologia completa delle presenze e delle reti in nazionale ― Slovenia | Cronologia completa delle presenze e delle reti in nazionale ― Slovenia |
| Data                                                                    | Città                                                                   | In casa                                                                 | Risultato                                                               | Ospiti                                                                  | Competizione                                                            | Reti                                                                    | Note                                                                    |
| ----------------------------------------------------------------------- | ----------------------------------------------------------------------- | ----------------------------------------------------------------------- | ----------------------------------------------------------------------- | ----------------------------------------------------------------------- | ----------------------------------------------------------------------- | ----------------------------------------------------------------------- | ----------------------------------------------------------------------- |
| 20-1-2024                                                               | San Antonio                                                             | Stati Uniti                                                             | 0 – 1                                                                   | Slovenia                                                                | Amichevole                                                              | -                                                                       | 88’                                                                     |
| Totale                                                                  |                                                                         | Presenze                                                                | 1                                                                       |                                                                         | Reti                                                                    | 0                                                                       |                                                                         |

## Palmarès

### Club

#### Competizioni nazionali
- Tretja slovenska nogometna liga: 1

Ilirija: 2020-2021 (Girone Ovest)